# Belence község
Belence község (románul: Comuna Belinț) község Temes megyében, Romániában. Központja Belence, beosztott falvai Babsa, Grúny, Kiszető.

## Népessége
A 2011-es népszámlálás adatai alapján a község népessége 2789 fő volt.